# Турнеја Британских и Ирских Лавова по Јужноафричкој Унији 1955.
Турнеја Британских и Ирских Лавова по Јужноафричкој Унији 1955. (службени назив: 1955 British and Irish Lions tour to South Africa) је била турнеја острвског рагби дрим тима по Јужноафричкој Унији 1955. Спрингбокси су победили у два тест меча и Лавови такође, па је серија завршена нерешеним резултатом. Лавови су укупно одиграли 25 мечева и забележили 19 победа, 5 пораза и 1 реми. Била је ово прва турнеја Лавова по Јужној африци после  најтрагичнијег и најсмртоноснијег рата у људској историји.

## Тим
Стручни штаб
- Менаџер Џек Сигинс, Ирска
- Помоћни менаџер Д. Дејвис

Играчи
'Бекови'
- Даглас Бејкер, Енглеска
- Џеф Батерфилд, Енглеска
- Ангус Камерон, Шкотска
- Фил Дејвис, Енглеска
- Герет Грифитс, Велс
- Дики Џипс, Енглеска
- Тревор Љојд, Велс
- Клиф Морган, Велс
- Хејден Морис, Велс
- Тони Орили, Ирска
- Александар Педло, Ирска
- Џејмс Квин, Енглеска
- Артур Смит, Шкотска
- Френк Сајкс, Енглеска
- Алан Томас, Енглеска
- Џон Вилијамс, Енглеска

'Скрам'
- Том Елиот, Шкотска
- Џејмс Гринвуд, Шкотска
- Реџиналд Хиџинс, Енглеска
- Хју Меклеод, Шкотска
- Брајан Мередит, Велс
- Кортни Мередит, Велс
- Ернест Мичи, Шкотска
- Томас Рид, Ирска
- Расел Робинс, Велс
- Робин Ро, Ирска
- Клем Томас, Велс
- Робин Томпсон, Ирска, капитен
- Рис Вилијамс, Велс
- Били Вилијамс, Велс
- Дајсон Вилијамс, Енглеска

## Утакмице
| Утак. | Тим                               | Резултат | Тим    |
| ----- | --------------------------------- | -------- | ------ |
| 1.    | Западни трансвал                  | 9:6      | Лавови |
| 2.    | Гиквеленд вест                    | 14:24    | Лавови |
| 3.    | Северни универзитети              | 6:32     | Лавови |
| 4.    | Оранџ фри стејт                   | 3:31     | Лавови |
| 5.    | Јужнозападна Африка               | 0:9      | Лавови |
| 6.    | Западна провинција                | 3:11     | Лавови |
| 7.    | Саут вест дистриктс               | 3:22     | Лавови |
| 8.    | Источна провинција                | 20:0     | Лавови |
| 9.    | Норт истерн дистриктс             | 6:34     | Лавови |
| 10.   | Трансвал                          | 13:36    | Лавови |
| 11.   | Родезија                          | 14:27    | Лавови |
| 12.   | Родезија                          | 12:16    | Лавови |
| 13.   | Спрингбокси                       | 22:23    | Лавови |
| 14.   | Централни универзитети            | 14:21    | Лавови |
| 15.   | Боланд                            | 0:11     | Лавови |
| 16.   | Универзитети западне провинције   | 17:20    | Лавови |
| 17.   | Спрингбокси                       | 25:9     | Лавови |
| 18.   | Источни Трансвал                  | 17:17    | Лавови |
| 19.   | Северни Трансвал                  | 14:11    | Лавови |
| 20.   | Спрингбокси                       | 6:9      | Лавови |
| 21.   | Натал                             | 8:11     | Лавови |
| 22.   | Млада репрезентација Јужне Африке | 12:15    | Лавови |
| 23.   | Бордер                            | 12:14    | Лавови |
| 24.   | Спрингбокси                       | 22:8     | Лавови |
| 25.   | Источна Африка                    | 12:39    | Лавови |

## Иди Амин
Постоји мит, да је злочинац и војни диктатор Иди Амин играо за Источну Африку на мечу против Лавова. За ову тврдњу нема никаквих доказа.

## Статистика
Највећа посета
90 000 гледалаца на првом тест мечу у Јоханезбургу
Највише поена против Јужне Африке
Џеф Батефилд 12 поена

## Видео снимци
Есеј Спрингбокса на четвртом тест мечу
Springbok Try Nr: 162 - Tom van Vollenhoven (1955 - British Lions, 4th Test, Port Elizabeth) - YouTube